# E-Notícies
E-Notícies es un diario digital fundado en el 2000 por el periodista Xavier Rius, que ejerció de director del medio desde su creación hasta el 2023. El diario, con sede en Barcelona, tiene una línea editorial cercana al constitucionalismo y cuenta con una versión en catalán y otra en castellano.
E-Notícies.cat nació en el año 2000 de la mano del periodista Xavier Rius y el empresario Eloi Martín, que actualmente ejerce como Consejero Delegado del medio. Tras el paso de Rius por varios diarios como El Mundo o La Vanguardia, decidieron crear un medio digital en catalán editado desde Barcelona y alejado de las tesis independentistas que eran mayoritarias en los diarios digitales de Cataluña.
Desde octubre de 2023 el diario cuenta con una nueva propiedad. Carles Borja se convirtió en editor y accionista mayoritario. Arnau Borràs asume la dirección del diario.

## Críticas
En 2015 fue condenado a pagar 20.000 euros al periodista Carlos Quílez por intromisión del derecho a la intimidad. Años antes habían salido cuentas falsas como E-bruticies («bruticies» significa «suciedades» en catalan) donde denunciaban que su periodismo era sensacionalista.